# João Frederico do Palatinado-Sulzbach-Hilpoltstein
João Frederico do Palatinado-Sulzbach-Hilpoltstein (em alemão:  Johann Friedrich; 23 de agosto de 1587 - 19 de outubro de 1644) foi um nobre alemão membro do ramo Palatino da Casa de Wittelsbach.
Na partição dos estados, ocorrida após a morte do pai, foi-lhe atribuído o Ducado do Palatinado-Sulzbach-Hilpoltstein que governou desde 1614 até à morte.

## Família
João Frederico era o filho mais novo do conde Filipe Luís do Palatinado-Neuburgo e da duquesa Ana de Cleves. Os seus avós paternos eram o conde Wolfgang do Palatinado-Zweibrücken e a marquesa Ana de Hesse. Os seus avós maternos eram o duque Guilherme de Jülich-Cleves-Berg e a arquiduquesa Maria da Áustria.

## Vida
Após a morte do seu pai em 1614, os territórios deste foram divididos entre João e os seus irmãos, tendo ele recebido o estado de Hilpoltstein.
O seu irmão mais velho, Wolfgang Guilherme, duque do Palatinado-Neuburgo, convertera-se ao Catolicismo e seguiu uma política de recatolicização nos seus estados (quer em Neuburgo quer em Julich e Berg). Além disso, não respeitou a promessa de salvaguardar a situação da população luterana, mesmo no Palatinado-Sulzbach-Hilpoltstein confiado a João Frederico, que permanecera luterano.

## Casamento e descendência
João Frederico casou-se no dia 7 ou 17 de novembro de 1624 com a condessa Sofia Inês de Hesse-Darmstadt. O casal teve oito filhos, mas nenhum deles sobreviveu aos primeiros anos de vida:
- Ana Luísa do Palatinado-Sulzbach-Hilpoltstein (11 de outubro de 1626 - 13 ou 23 de fevereiro de 1627), morreu aos quatro meses de idade.
- Maria Madalena do Palatinado-Sulzbach-Hilpoltstein (27 de fevereiro de 1628 - 17 de junho de 1629), morreu aos quinze meses de idade.
- Filipe Luís do Palatinado-Sulzbach-Hilpoltstein (26 de fevereiro de 1629 - 8 de setembro de 1632), morreu aos seis meses de idade.
- Frederico do Palatinado-Sulzbach-Hilpoltstein (25 de março de 1630 - 22 de maio de 1630), morreu com quase dois meses de idade.
- Filha natimorta (nascida e morta a 22 de abril de 1631)
- Maria Leonor do Palatinado-Sulzbach-Hilpoltstein (28 de março de 1632 - 23 de novembro de 1632), morreu com quase nove meses de idade.
- Joana Sofia do Palatinado-Sulzbach-Hilpoltstein (2 de setembro de 1635 - 19 de agosto de 1636), morreu aos onze meses de idade.
- Ana Madalena do Palatinado-Sulzbach-Hilpoltstein (23 de fevereiro de 1638 - 5 de março de 1638), morreu com poucos dias de idade.